# Huttenheim
Huttenheim település Franciaországban, Bas-Rhin megyében. Lakosainak száma 2694 fő (2022. január 1.). Huttenheim Benfeld, Kertzfeld, Rossfeld, Sermersheim és Stotzheim községekkel határos.

## Népesség
A település népességének változása:
| Lakosok száma | 2629 | 2702 | 2751 | 2701 | 2686 | 2672 | 2658 | 2697 | 2694 |
|               | 2013 | 2015 | 2016 | 2017 | 2018 | 2019 | 2020 | 2021 | 2022 |